# هارا ۴۶۴۰
سیارک ۴۶۴۰ (به انگلیسی: 4640 Hara، نامگذاری:1989GA) چهار هزار و ششصد و چهلمین سیارک کشف شده‌است که در ۱ آوریل ۱۹۸۹ کشف شد.
قدر مطلق سیارک برابر ۱۳٫۱۰ است.